# NSU Prinz
NSU Prinz — автомобиль, выпускавшийся NSU Motorenwerke AG в Западной Германии с 1957 по 1973 год.

## NSU Prinz 30
Первый послевоенный автомобиль NSU появился в 1957 году и сопровождался слоганом «Fahre Prinz und Du bist Koenig» («Управляй „Принцем“ и будешь королём»). Prinz первого поколения имел двухдверный кузов с задним рядом сидений. Дверь была достаточно широкая, позволяющая пассажирам легко садиться на задний ряд, однако пространство для ног было сильно ограничено и четырём взрослым людям приходилось очень тесно. Багажное отделение располагалось спереди, там же находилось запасное колесо и топливный бак. В дополнение к нему имелось небольшое пространство позади задних сидений, позволявшее разместить в нём небольшой чемодан.
Шумный 2-цилиндровый двигатель объёмом 600 см³ и мощностью 20 л. с. (15 кВт) находился в задней части автомобиля. Более поздние версии имели 4-ступенчатую синхронизированную коробку передач.
Современники поражались находившимся в одном отсеке двигателю, коробке передач и главной передаче, позволявшим быстрое обслуживание. Несмотря на сильный шум, двигатель преподносился как экономный и долговечный и напоминал об NSU, как о производителе мотоциклов.. В 1959 году в модельный ряд добавлено небольшое купе Sport Prinz.

## NSU Sport Prinz
Кузов модели Sport Prinz (внутризаводское обозначение Typ 41) был разработан Франко Скальоне (англ. Franco Scaglione) на студии Bertone в Турине, Италия. В период между 1959 и 1967 годом выпущено 20,831 автомобилей. Первые 250 кузовов сделаны в Турине, остальные выпускались в городе Неккарзульме фирмой Drautz, позднее купленной NSU.
Первоначально модели имели рядный 2-цилиндровый двигатель Prinz 30 объёмом 583 см³, способный разгонять машину до 120 км/ч. Позднее, на Sport Prinz стали устанавливаться двигатели объёмом 598 см³.

### NSU Prinz 4

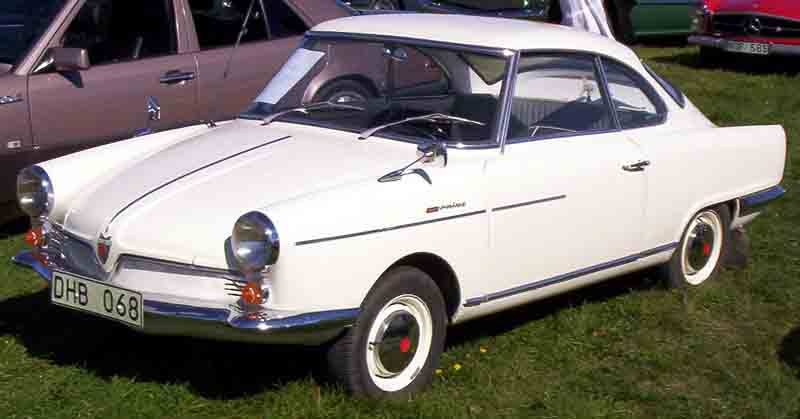
NSU Sport Prinz 1964. В 1958-1967 он не был популярен за пределами ФРГ. Но послужил прототипом для двухдверного кабриолета NSU Spider, который стал первым в мире серийным автомобилем оснащаемым Роторно-поршневым двигателем Ванкеля.
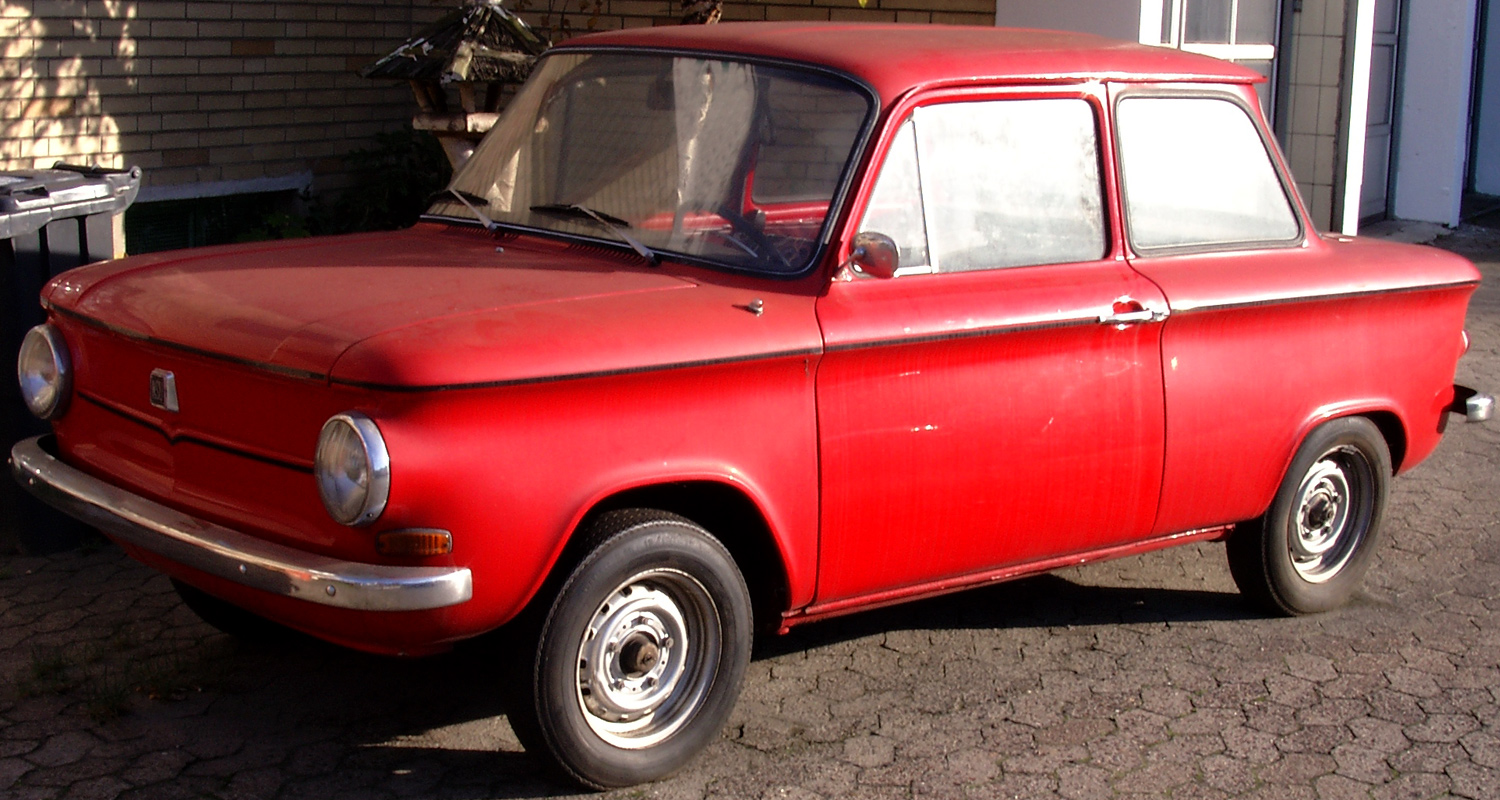
NSU Prinz 4.
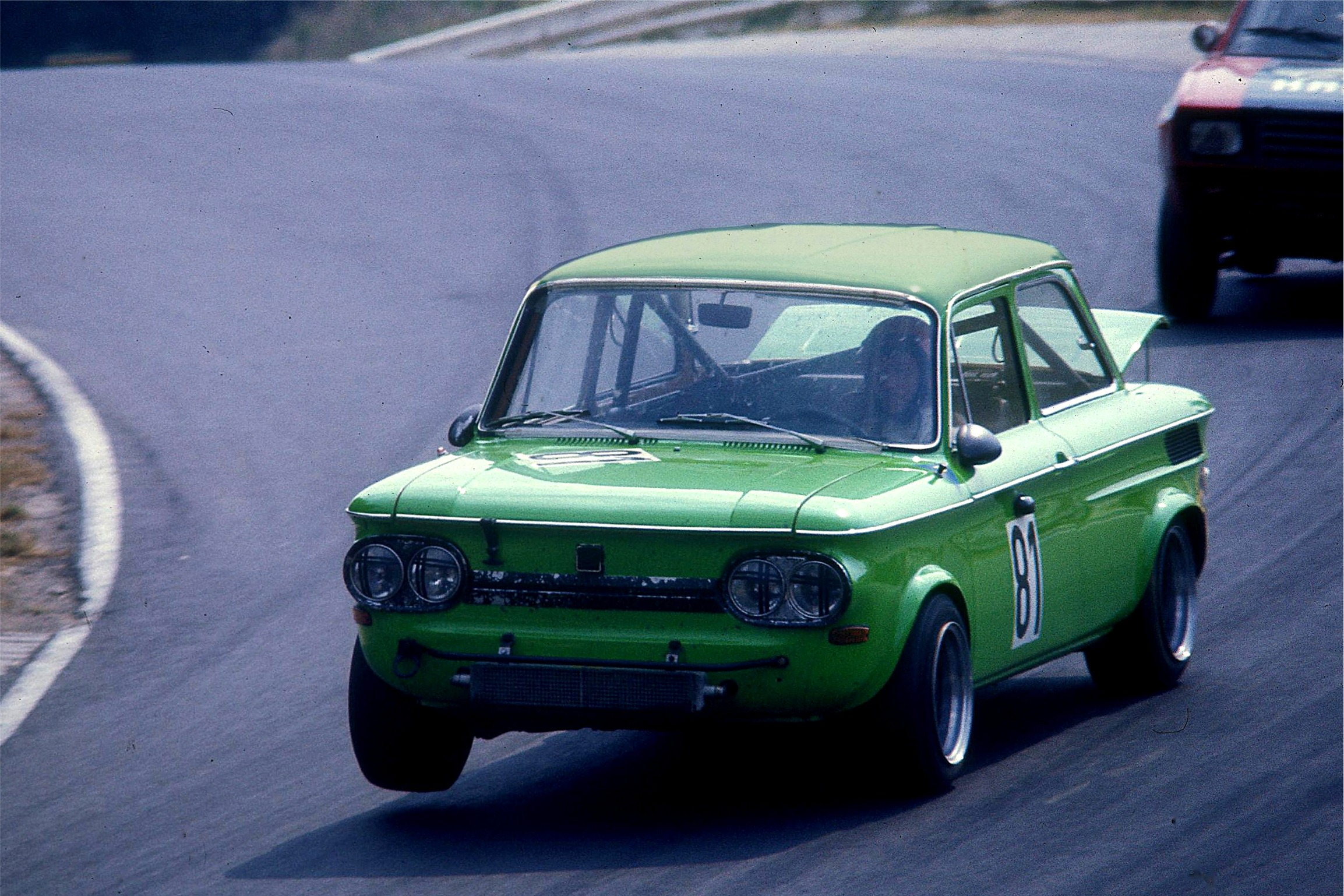
NSU TTS на Нюрбургринге в 1976 году.
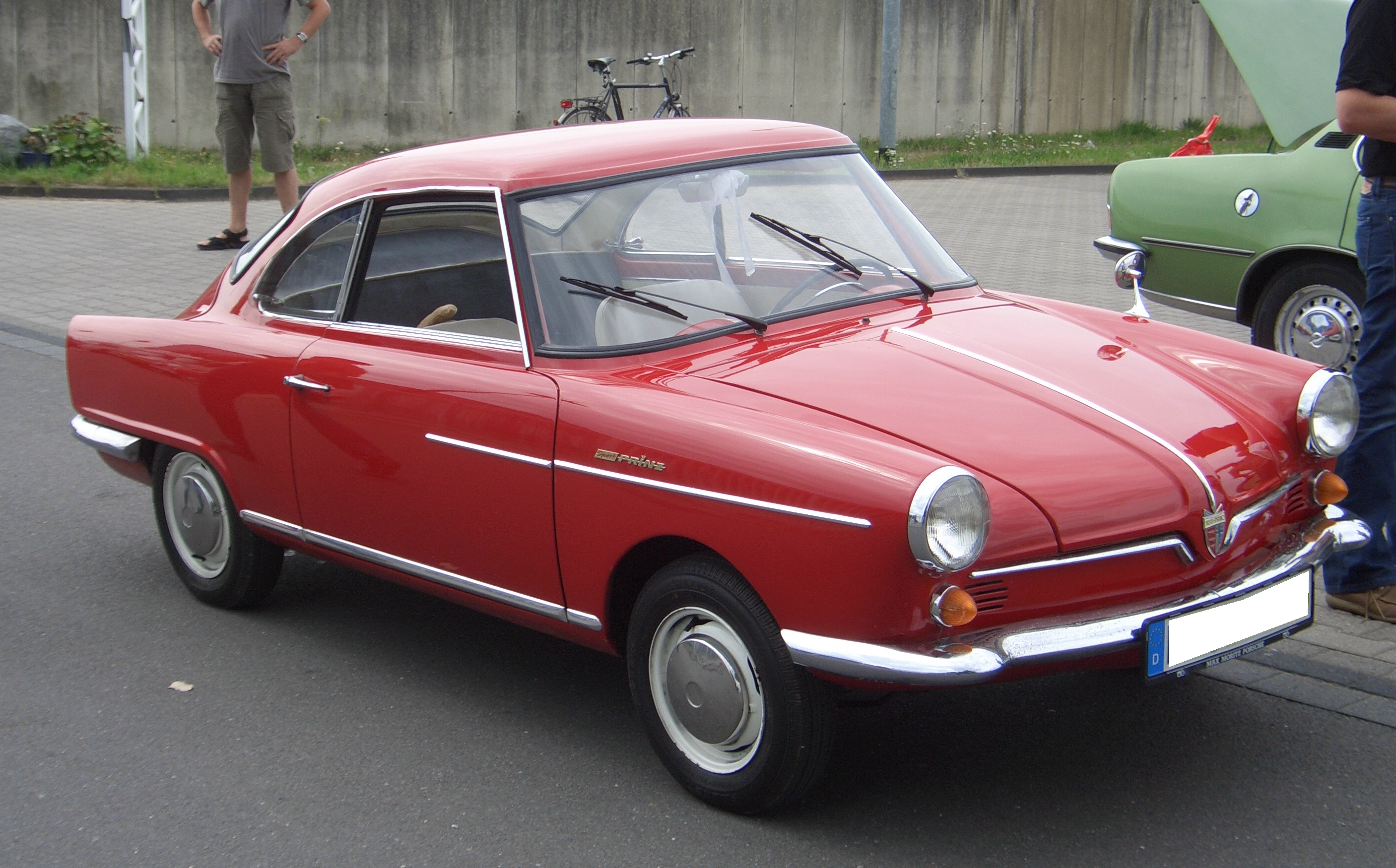
NSU Sportprinz

NSU Prinz 4 (внутризаводское обозначение Typ 47) сменил оригинальный Prinz в 1961 году. Он имел новый кузов, похожий на Chevrolet Corvair, но разумеется, гораздо меньших размеров. Как и первый Prinz, он имел двухцилиндровый двигатель с воздушным охлаждением, располагавшийся в задней части машины. Prinz 4 была значительно улучшена по сравнению со своими предшественниками. Двигатель унаследовал эксцентриковую тягу от мотоциклов NSU и династартёр. Позднее на четырёхцилиндровые двигатели ставились раздельные стартёр и генератор.
В 1968 году британский журнал Autocar провёл испытания NSU Super Prinz. Ранее, в 1962 году журнал тестировал Prinz 4 и критически отозвался о нём. Максимальная скорость составила 113 км/ч, ускорение до 97 км/ч заняло 35,7 секунд. В то время в Великобритании действовали высокие таможенные тарифы и стоимость NSU Prinz составила £ 597 против £ 561 у главного конкурента Mini 850. Тестеры заявляли о конкурентоспособности машины в своём классе и хорошем качестве сборки.

## Модификации
В 1963 году было представлено новое семейство моделей с внутризаводским обозначением Typ 67: с более крупным и просторным кузовом, внешне напоминающим Prinz 4, и рядным 4-цилиндровым с воздушным охлаждением OHC. В рамках семейства выпускалось несколько модификаций: NSU Prinz NSU 1000, NSU 1000TT, NSU 1200TT и NSU TTS. В сочетании с надёжным двигателем, хорошей управляемостью и низкой массой автомобили преподносились, как идеальные для семьи.
В 1965 году введена ещё более крупная модель, первоначально получившая индекс Тип 110, а с 1967 года — NSU 1200. Она имела двигатель объёмом 1200 см³ соответственно.

## Окончание производства
В 1969 году NSU была приобретена Volkswagen и стала частью Auto Union. Название концерна изменилось на «Audi NSU Auto Union AG». Выпуск NSU Prinz поэтапно прекращён к 1973 году. Производственные мощности NSU стали использоваться для выпуска более крупных и выгодных моделей Audi. Преемником Prinz стала переднеприводная Audi 50, впоследствии переименованная в Volkswagen Polo.

## Связанные модели
Есть мнение, будто советские инженеры использовали NSU Prinz для создания прототипа ЗАЗ-966. Однако, несмотря на сходство передка и общую для малолитражных автомобилей 1960-х годов заднемоторную компоновку, шасси «Запорожца» полностью отличается от «Принца», «Принц» не закупался ЗАЗ и НАМИ и не был известен разработчикам «Запорожца», при этом оба автомобиля имеют совершенно разное членение и конструкцию узлов кузова. Кроме того, первый прототип ЗАЗ-966 в 1961 году уже был готов и создавался под влиянием моды, установленной Chevrolet Corvair, как и «Принц». Прототип изначально отличался от «Принца», обладая оригинальным дизайном, и приобрёл сходство с ним лишь со временем, из-за «сглаживания» форм передка.
Prinz выпускался по лицензии в г. Сараево (ныне — Босния и Герцеговина) на фабрике PRETIS (Preduzece Tito Sarajevo). NSU Prinz выпускался также в Аргентине фирмой Autoar. Ramses, первый египетский автомобиль, стал результатом сотрудничества Egyptian Light Transport Manufacturing Company и NSU.